# Б'юна-Віста (округ Портедж, Вісконсин)
Б'юна-Віста (англ. Buena Vista) — місто (англ. town) в США, в окрузі Портедж штату Вісконсин. Населення — 1145 осіб (2020).

## Демографія
Згідно з переписом 2010 року, у місті мешкало 1198 осіб у 453 домогосподарствах у складі 345 родин. Було 489 помешкань
Расовий склад населення:
| - 96,0 % — білих - 0,8 % — азіатів - 0,4 % — корінних американців - 0,3 % — чорних або афроамериканців - 1,0 % — осіб інших рас |

До двох чи більше рас належало 1,5 %. Частка іспаномовних становила 3,0 % від усіх жителів.
За віковим діапазоном населення розподілялося таким чином: 24,2 % — особи молодші 18 років, 65,1 % — особи у віці 18—64 років, 10,7 % — особи у віці 65 років та старші. Медіана віку мешканця становила 41,9 року. На 100 осіб жіночої статі у місті припадало 109,8 чоловіків;  на 100 жінок у віці від 18 років та старших — 107,8 чоловіків також старших 18 років.
Середній дохід на одне домашнє господарство  становив 74 397 доларів США (медіана — 57 500), а середній дохід на одну сім'ю — 78 792 долари (медіана — 65 000). Медіана доходів становила 47 250 доларів для чоловіків та 36 786 доларів для жінок. За межею бідності перебувало 4,3 % осіб, у тому числі 7,5 % дітей у віці до 18 років та 1,6 % осіб у віці 65 років та старших.
Цивільне працевлаштоване населення становило 586 осіб. Основні галузі зайнятості: сільське господарство, лісництво, риболовля — 18,8 %, освіта, охорона здоров'я та соціальна допомога — 17,1 %, виробництво — 16,4 %.